# Semiothisa semilutea
Semiothisa semilutea är en fjärilsart som beskrevs av W. Warren 1905. Semiothisa semilutea ingår i släktet Semiothisa och familjen mätare. Inga underarter finns listade i Catalogue of Life.